# 171256 Lucieconstant
171256 Lucieconstant este o planetă minoră (asteroid) din centura de asteroizi. A fost descoperită pe 8 august 2005 la Saint-Sulpice de Bernard Christophe⁠(d). 
Obiectul prezintă o orbită caracterizată de o semiaxă mare de 3,0566752729898 UAi, o excentricitate de 0,03, o înclinație de 1,8 ° în raport cu ecliptica.